# Deniz Gamze Ergüven
Deniz Gamze Ergüven (Ankara, 4 de junio de 1978) es una directora de cine turco-francesa. Su película más destacada, con la que debutó como cineasta, es Mustang.

## Vida privada
Ergüven nació en Ankara, Turquía, pero se mudó a Francia en el año 1980. Creció y estudió en Francia y fue a la Escuela de Cine y Televisión francesa <<La Fémis>>, en la que se graduó en 2008.

## Películas
| Año  | Título              | Directora | Escritora |
| ---- | ------------------- | --------- | --------- |
| 2006 | Mon trajet préféré  | Sí        | Sí        |
| 2006 | A Drop of Water     | Sí        | Sí        |
| 2015 | Mustang             | Sí        | Sí        |
| 2017 | Kings               | Sí        | Sí        |
| 2018 | The First           | Sí        | No        |
| 2019 | The Handmaid's Tale | Sí        | No        |
| 2020 | Perry Mason         | Sí        | No        |

## Premios y distinciones
Premios Óscar
| Año  | Categoría                          | Película | Resultado |
| ---- | ---------------------------------- | -------- | --------- |
| 2016 | Mejor película de habla no inglesa | Mustang  | Nominado  |

Festival Internacional de Cine de Cannes
| Año  | Categoría                   | Película | Resultado |
| ---- | --------------------------- | -------- | --------- |
| 2015 | Premio Europa Cinemas Label | Mustang  | Ganadora  |